# Junc Rubia
El Junc Rubia fou un junc, embarcació tradicional xinesa, que va fer la travessa de Hong Kong a Barcelona.
Va arribar al Port de Barcelona a l'estiu de 1959 i va ser rebut amb tots els honors per les autoritats de l'època. Aquestes incloïen l'alcalde accidental Marcelino Coll Ortega, el contraalmirall Alejandro Molins, i una dona "oriental" Madame Le Laudais Goze que va fer la benvinguda oriental amb tres pals de sàndal perfumat, flors i fruites. El mateix dia es va fer una recepció amb dinar al Reial Club Marítim de Barcelona.
El capità fou Josechu Tey, aventurer que va rebre la Creu del Mèrit Naval per l'esforç. Tey es feu popular publicant un llibre sobre aquest viatge que també es va traduir a l'anglès. Un dels membres de la tripulació fou Oriol Regàs, que posteriorment va adquirir fama com a representant de la "Gauche Divine".
El junc Rubia va ser amarrat al final de la Rambla, on ara comença la passarel·la que va cap al Maremàgnum. Convertit en atracció turística va romandre flotant al costat de la "rèplica" de la caravel·la Santa María fins a mitjan des 1970.
El viatge del junc Rubia va provar la bona construcció d'aquestes embarcacions xineses, que tenen la capacitat de navegar milers de milles en condicions oceàniques prou dures. Tot i el mèrit de la seva acció, Tey no fou el primer a emprendre un viatge llarg amb aquest tipus d'embarcació. Prèviament, l'any 1938, E. Allen Petersen havia navegat de Xangai a Califòrnia en el jonc "Hummel Hummel" i el 1955, sis joves americans varen viatjar de Formosa (Taiwan) a San Francisco a bord del vell jonc "Free China".